# Марија Вицковић
Марија Вицковић (Титоград, 18. децембар 1980) српска је глумица.

## Биографија
Марија Вицковић је рођена у Подгорици 18. децембра 1980. године. Глуму је дипломирала на Факултету драмских уметности у Београду, у класи професора Предрага Бајчетића. Са њом су студирали Слобода Мићаловић, Ана Франић, Катарина Радивојевић, Милош Анђелковић, Леана Вучковић, Зорана Бећић, Миодраг Фишековић, Ненад Маричић, Бранислав Томашевић и Милош Влалукин. Током треће године студија постала је члан Народног позоришта у Београду. После 22 године у НП у Београду, 2024. године постаје члан Југословенског драмског позоришта. Године 2008. је уписала постдипломске студије Actor studio Lee Strasberg у Њујорку.

## Признања
- Позоришна награда Вршачка позоришна јесен за улогу Ифигеније у истоименој представи.[1]
- Награда Златна мимоза за улогу у филму Поглед са Ајфеловог торња, на филмском фестивалу у Херцег Новом.[1]
- Јавна Похвала, по одлуци Управног одбора, за резултате у раду од изузетног и посебног значаја за успешну активност Народног позоришта у Београду за сезону 2010/2011.[1]

## Улоге

### Позоришне представе
| Представа                                      | Улога                              | Текст                                           | Драматургија /адаптација/             | Режија                 | Позориште                                      | Премијера          |
| ---------------------------------------------- | ---------------------------------- | ----------------------------------------------- | ------------------------------------- | ---------------------- | ---------------------------------------------- | ------------------ |
| Брод плови за Београд (брзином од 212 чворова) |                                    | Миомир Петровић Горица Поповић                  | Миомир Петровић Горица Поповић        | Горица Поповић         | Атеље 212                                      | 27. фебруар 1997.  |
| Комендијаши                                    | Јелка (шнајдерски калфа)           | Предраг Бајчетић                                | Жељко Хубач                           | Предраг Бајчетић       | Народно позориште у Београду                   | 25. новембар 2001. |
| Innominato                                     | Селма                              | Стеван Копривица                                | Стеван Копривица                      | Милан Караџић          | Центар за културу Тиват                        | 29. март 2002.     |
| Два витеза из Вероне                           | Луцета                             | Вилијам Шекспир                                 | Ивана Димић Милена Деполо             | Горан Шушљик           | Позориште Бошко Буха                           | 12. мај 2002.      |
| Галеб                                          | Нина Михаиловна Зречнаја           | Антон Павлович Чехов                            | Жељка Удовичић                        | Паоло Мађели           | Црногорско народно позориште                   | 4. октобар 2002.   |
| Рибарске свађе                                 | Луцијета                           | Карло Голдони                                   | Молина Удовички Фотез                 | Горан Рушкуц           | Народно позориште у Београду                   | 4. јун 2003.       |
| Невјеста од вјетра                             | Гема Боић                          | Слободан Шнајдер                                | Милош Кречковић                       | Борис Миљковић         | Народно позориште у Београду                   | 5. децембар 2003.  |
| Tre sorelle                                    | Роза                               | Стеван Копривица                                | Ивана Димић                           | Милан Караџић          | Звездара театар                                | 6. новембар 2004.  |
| Ифигенијина смрт на Аулиди                     | Ифигенија                          | Еурипид                                         | Молина Удовички Фотез                 | Стеван Бодрожа         | Народно позориште у Београду                   | 10. март 2005.     |
| Судија                                         | Брита                              | Вилхелм Моберг                                  | Молина Удовички Фотез                 | Татјана Мандић Ригонат | Народно позориште у Београду                   | 17. фебруар 2006.  |
| Представа Хамлета у селу Мрдуша Доња           | Анђа, његова кћер у улози Офелије  | Иво Брешан                                      | Зоран Раичевић                        | Желимир Орешковић      | Народно позориште у Београду                   | 30. јануар 2007.   |
| Теута                                          | Теута                              | Мираш Мартиновић                                | Слободан Милатовић                    | Слободан Милатовић     | Фестивал интернационалног алтернативног театра | 8. септембар 2007. |
| Опасне везе                                    | Госпођа де Турвел                  | Шодерло де Лакло Кристофер Хемптон Хајнер Милер | Стеван Бодрожа                        | Стеван Бодрожа         | Народно позориште у Београду                   | 14. октобар 2007.  |
| Швабица                                        | Ана                                | Лаза Лазаревић                                  | Ана Ђорђевић                          | Ана Ђорђевић           | Југословенско драмско позориште                | 15. март 2009.     |
| Метаморфозе                                    | Ифигенија                          | Овидије                                         | Александар Поповски                   | Александар Поповски    | Југословенско драмско позориште                | 9. јун 2010.       |
| Неспоразум                                     | Марта                              | Албер Ками                                      | Жељко Хубач                           | Вељко Мићуновић        | Народно позориште у Београду                   | 10. децембар 2011. |
| Господска крв                                  |                                    | Марко Каваја                                    | Марко Каваја                          | Петар Божовић          | УК „Вук Стефановић Караџић“                    | 4. фебруар 2012.   |
| Гостионичарка Мирандолина                      | Мирандолина                        | Карло Голдони                                   | Магдалена Лупи Алвир                  | Југ Радивојевић        | Ријечке летње ноћи                             | 16. јун 2012.      |
| Индиго                                         |                                    | Душко Премовић                                  | Душко Премовић                        | Бранислав Лечић        | Град театар Дом омладине Београда              | 1. август 2012.    |
| Огвожђена                                      | Сања                               | Горана Баланчевић                               | Славко Милановић                      | Ђурђа Тешић            | Народно позориште у Београду                   | 16. март 2013.     |
| Успаванка за Вука ничијег                      | Клара                              | Ксенија Поповић                                 | Бојана Мијовић Спасоје Ж. Миловановић | Ђурђа Тешић            | Народно позориште у Београду                   | 9. јул 2013.       |
| Дама с камелијама                              | Маргарита Готје                    | Александар Дима Син                             | Жељко Хубач Спасоје Ж. Миловановић    | Југ Радивојевић        | Народно позориште у Београду                   | 1. октобар 2013.   |
| Слушкиње                                       | Клер                               | Жан Жене                                        | Стеван Бодрожа                        | Стеван Бодрожа         | УК „Вук Стефановић Караџић“                    | 2. октобар 2015.   |
| У агонији                                      | Лаура Ленбах                       | Мирослав Крлежа                                 | Ана Ђорђевић                          | Ана Ђорђевић           | Југословенско драмско позориште                | 30. децембар 2016. |
| Ајнштајнови снови                              | Ђоконда, Мица, Механичарка, Јелена | Ален Лајтмен                                    | Јелена Мијовић Русомир Богдановски    | Слободан Унковски      | Југословенско драмско позориште                | 15. октобар 2017.  |
| Погледи                                        | Глумица избачена из драме          | Горан Миленковић                                | Маја Малетковић                       | Маја Малетковић        |                                                | 30. март 2018.     |
| Ујка Вања                                      | Јелена Андрејевна                  | Антон Павлович Чехов                            | Егон Савин                            | Егон Савин             | Југословенско драмско позориште                | 8. децембар 2018.  |
| Сан летње ноћи                                 | Деметар                            | Вилијам Шекспир                                 | Димитрије Коканов Жељко Хубач         | Кокан Младеновић       | Народно позориште у Београду                   | 8. октобар 2019.   |

### Филмографија
| Год.          | Назив                                 | Улога                |
| ------------- | ------------------------------------- | -------------------- |
| 2000-е        |                                       |                      |
| 2002.         | Класа 2002 (ТВ филм)                  |                      |
| 2002.         | Зона Замфирова                        | Калина               |
| 2005.         | Поглед са Ајфеловог торња             | Маријана             |
| 2006.         | Кројачева тајна                       | Лепотица             |
| 2003—2006.    | М(ј)ешовити брак (серија)             | Теодора              |
| 2009.         | Неко ме ипак чека                     | ћерка                |
| 2009.         | Грех њене мајке (серија)              | Ранка Павловић       |
| 2010-е        |                                       |                      |
| 2010—2011.    | Мирис кише на Балкану (серија)        | Клара Салом          |
| 2011.         | Мирис кише на Балкану                 | Клара Салом          |
| 2014.         | Аманет                                | Мила                 |
| 2016.         | Музика у Великом рату (ТВ филм)       |                      |
| 2018.         | Војна академија (серија)              | Рија                 |
| 2020-е        |                                       |                      |
| 2020.         | Пролеће на последњем језеру (ТВ филм) | Милица Бабић         |
| 2021.         | Не играј на Енглезе                   | Паунова друга жена   |
| 2019—2021.    | Јунаци нашег доба (серија)            | Олга Симоновић       |
| 2020—2023.    | Ургентни центар (серија)              | др Симонида Коњовић  |
| 2023.         | На рубу памети (серија) (серија)      | Ана                  |
| 2023.         | Калкански кругови (серија)            | Соња                 |
| 2021— у току. | Радио Милева (серија)                 | Наталија Мајсторовић |